# Hvalfjörður
Hvalfjörður (på dansk «Hvalfjord»), er en fjord som ligger i den vestre del af Island mellem Mosfellsbær og Akranes. Fjorden er ca. 30 km lang og 5 km bred.
Navnet Hvalfjörður kommer fra det store antal hvaler der tidligere fandtes, og blev jagtet, der. Frem til 1980'erne befandt en af de største hvalfangststationer på Island sig i denne fjord. Tidligere blev der også drevet sildefiskeri i stort omfang i fjorden.
Under 2. verdenskrig havde britiske og amerikanske styrker en marinebase i fjorden. En af kajerne der blev bygget af den amerikanske marine, blev senere taget i brug af hvalfangstselskabet Hvalur, indtil kommerciel hvalfangst blev stoppet i 1980'erne.
Indtil udgangen af 1990'erne måtte rejsende med bil køre en 62 km lang omvej rundt fjorden, langs Hringvegur, for at begive sig fra Reykjavík til Borgarnes. I 1998 åbnede den undersøiske tunnel Hvalfjarðargöng for trafik, noget som forkortede rejsetiden med ca. en time. Tunnelen er ca. 5,8 km lang og dens laveste punkt er 165 muh.
En ulempe ved tunnelen er at de rejsende går glip af den inderste del af fjorden, hvor landskabet består af en interessant blanding af vulkanske fjelde og grøn vegetation om sommeren. Ved Botnsá kan man for eksempel se lupiner, forskellige blomsterarter og mose, såvel som små skove bestående af birk og nåletræer. Området fremstår som et godt eksempel på skovplantning – et projekt som har stået på på Island i en del år.
En tursti til et af de højeste vandfald på Island, Glymur, starter inderst i fjorden.